# Growl (canción)
«Growl» (en hangul, 으르렁; en hanja, 咆哮) es el sencillo de la versión renovada de el primer álbum de estudio de la boyband EXO, XOXO. Está disponible en dos idiomas, mandarín y coreano. La canción fue lanzada como sencillo digital el 5 de agosto de 2013, bajo el sello de la discográfica S.M. Entertainment. Los vídeos musicales fueron lanzados en YouTube el 5 de agosto de 2013 a las 12:00AM KST.
Es compuesta por Hyuk Shin, DK, Jordan Kyle, John Major, y Jarah Gibson, «Growl» es una canción de dance pop con influencias de R&B y funk. Inspirado por las letras del sencillo anterior, «Wolf», la letra de «Growl» habla sobre el protagonista masculino, personificado como un lobo que «gruñe» a otro lobo que intenta quitarle a su novia.
«Growl» se acompaña de varios vídeos musicales con dos versiones diferentes de cada idioma. La primera versión fue un vídeo musical de una sola vez con el desempeño de 360 de la coreografía de música.
«Growl» alcanzó el número tres en la lista de Billboard Korea K-Pop Hot 100 y el número dos en el Gaon Singles. La canción también alcanzó el número uno en la mayoría de los gráficos principales para descargar de Corea del Sur, y estaba entre los cinco primeros durante tres semanas consecutivas.
El sencillo es la canción más exitosa de EXO, los gráficos musicales y los programas de música de Corea del Sur, le otorgaron al grupo un total de catorce trofeos hasta ahora en todo el período de la promoción.
La canción ganó como «Canción del Año» en 2013 MelOn Music Awards y 2013 KBS Music Festival.

## Antecedentes y lanzamiento
En julio de 2013, S.M. Entertainment anunció una reedición del álbum XOXO, el cual contiene tres nuevas canciones adicionales. «Growl» fue lanzado como el primer sencillo de la reedición.

### Vídeo musical
El 26 de julio, dos teasers para el vídeo musical de «Growl» fueron lanzados en línea. El 27 de julio se había filtrado un vídeo de el grupo en la práctica de «Growl» de la versión coreana, más tarde el vídeo fue compartido en varios sitios de internet. Dos vídeos para el sencillo, uno en coreano y el otro en mandarín fueron lanzados el 1 de agosto de 2013 a las 12:00am KST. Una segunda versión de los vídeos fueron lanzados en YouTube el 20 de agosto.
La S.M. confirmó que varios vídeos diferentes fueron planeados para la canción. La primera versión fue de el grupo bailando en un almacén abandonado. El vídeo fue grabado en un tono gris. La canción fue titulada como "himno nacional de corea" debido al impacto que está dio.

## Promoción
EXO hizo su regreso en M! Countdown el 1 de agosto de 2013. Más presentaciones del grupo fueron seguidas en Music Bank el 2 de agosto, Show! Music Core el 3 de agosto, Inkigayo el 4 de agosto y Show Champion el 7 de agosto.

### Victorias en programas musicales
| Canal     | Programa         | Número de victorias |
| --------- | ---------------- | ------------------- |
| MBC Music | Show Champion    | 3                   |
| Mnet      | M! Countdown     | 3                   |
| KBS 2TV   | Music Bank       | 2                   |
| MBC       | Show! Music Core | 3                   |
| SBS       | Inkigayo         | 3                   |

## Posicionamiento
| Listas (2013)                          | Mejores posiciones |
| -------------------------------------- | ------------------ |
| Gaon Singles chart                     | 2                  |
| Gaon Monthly Singles chart             | 2                  |
| Gaon Yearly Singles chart              | 56                 |
| Gaon Local Singles chart               | 2                  |
| Gaon Streaming Singles chart           | 1                  |
| Gaon Download Singles chart            | 2                  |
| Gaon Background Music chart            | 3                  |
| Gaon Mobile Ringtone chart             | 5                  |
| Gaon Karaoke chart                     | 3                  |
| Billboard K-Pop Hot 100                | 3                  |
| Billboard K-Pop Hot 100 Year-end chart | 19                 |

| Listas (2013)                            | Mejores posiciones |
| ---------------------------------------- | ------------------ |
| Baidu Weekly Music Chart                 | 7                  |
| Baidu Weekly Music Chart                 | 18                 |
| Gaon Singles chart                       | 82                 |
| Gaon International Singles chart         | 2                  |
| Gaon Monthly International Singles chart | 26                 |
| Gaon Download Singles chart              | 93                 |